# Donna Cruz
Donna Cruz Yrastorza-Larrazabal (14 de febrero de 1977, Ciudad Quezón), es una cantante de música pop y actriz filipina. Ella ha participado en una conmemoración junto a sus familiares, sus primas, las famosas actrices y cantantes Sheryl Cruz, Geneva Cruz y Sunshine Cruz. Su carrera artística empezó a partir de 1991, publicando sus primeros álbumes titulados como "Kapag Tumibok Ang Puso", "Rain" y "Boy (I Love You)". Además ha sido catalogada como una de las artistas más importantes de su país, ya que a su corta edad en 1988, tuvo la oportunidad de competir en una competencia de canto demostrando así su gran talento. Su tío es el actor y cantante Tirso Cruz III.

## Discografía

### Estudio de Álbumes
- Donna (1991)
- Kurot Sa Puso (1992)
- Langit Na Naman (1993)
- Habang May Buhay (1995)
- Pure Donna (1997)
- Hulog Ng Langit (1999)

### Álbumes
- Merry Christmas Donna (1996)
- Do-Re-Mi OST (1996)
- The Best of Donna Cruz (2000)
- Servant of All (2000)
- Donna Cruz Sings Her Greatest Hits (2003)
- Viva Silver Series: Donna (2006)

### Número de Singles
| Single                                                  | Año de lanzamiento |
| ------------------------------------------------------- | ------------------ |
| Kapag Tumibok Ang Puso (6 weeks)                        | 1991               |
| RAIN (5 weeks)                                          | 1991               |
| Boy (I Love You) (2 weeks)                              | 1991               |
| Langit Na Naman (1 week)                                | 1994               |
| Only Me And You (10 weeks)                              | 1995               |
| Habang May Buhay (4 weeks)                              | 1995               |
| Ikaw Lang at Ako (2 weeks)                              | 1995               |
| Tayo Lang Dalawa (1 week)                               | 1995               |
| I Can (w/ Regine Velásquez & Mikee Cojuangco) (3 weeks) | 1996               |
| Wish (w/ Jason Everly) (5 weeks)                        | 1996               |
| Isang Tanong, Isang Sagot (7 weeks)                     | 1997               |
| I Will Be Here To Stay (5 weeks)                        | 1997               |
| Ikaw Lang Ang Mahal (2 weeks)                           | 1997               |
| Hang On (3 weeks)                                       | 1997               |
| Hulog ng Langit (2 weeks)                               | 1999               |

De los 100 mejores singles, ubicados en los Chart de Filipinas.

## Filmografía

### Televisión
| Año       | Título                                                 | Personaje          | Canales | Notas                                                 |
| 1986-1996 | That's Entertainment                                   | Member             | GMA-7   | First appearance in Television                        |
| 1995      | Villa Quintana                                         | Lynette            | GMA-7   | Biggest Break in Philippine Television as a Main Role |
| 1996-1998 | Growing Up                                             | Stephanie Enriquez | GMA-7   | Became one of the Main Cast                           |
| 2009      | Carlo J. Caparas' Ang Babaeng Hinugot Sa Aking Tadyang | Marrisa            | GMA-7   | first appearance in Comeback in showbiz               |
| 2009      | Rosalinda                                              | Josephine          | GMA-7   | first role as an Antagonist.                          |

### Películas
- Andrew Ford Medina: Huwag Kang Gamol (1991)
- Darna (1991)
- Manchichiritchit (1993)
- Kadenang Bulaklak (1993)
- Pintsik (1994)
- Pinagbiyak na Bunga (1994)
- Pangako ng Kahapon (1994)
- Ober Da Bakod: The Movie (1994)
- Love Notes (1995)
- Campus Girls (1994)
- Muling Umawit ang Puso(1995)
- Habang May Buhay (1995)
- Pag-Ibig Ko Sa Iyo'y Totoo (1995)
- Do Re Mi (1996)
- Dahil Tanging Ikaw (1996)
- Isang Tanong, Isang Sagot (1997)